# Ligne 19 (Infrabel)
Pour les articles homonymes, voir Ligne 19.
La ligne 19 est une ligne de chemin de fer belge à voie unique qui relie Mol et Budel en traversant la Campine et la frontière néerlandaise. Depuis 2021, seule la partie située à l'est de Hamont, utilisée uniquement en trafic marchandises à raison d'au moins un train par semaine, reste non électrifiée.

## Histoire
L'actuelle ligne 19 correspond à un tronçon du Rhin d'acier inauguré le 2 juin 1879.
En 1866, la Compagnie du chemin de fer Liégeois-Limbourgeois inaugure une ligne entre Hasselt et Eindhoven, passant par Neerpelt. En 1869, le Grand Central Belge décroche la concession du Rhin d'acier (Anvers - Mönchengladbach via le territoire hollandais). La ligne doit passer par Neerpelt. Les premiers trains y circulent en 1878.[réf. nécessaire]. La ligne appartient en totalité à l’État belge, puis la SNCB, depuis la nationalisation du Grand Central en 1897.
Elle est fermée sur sa totalité aux voyageurs en 1953, il subsiste une faible desserte marchandises. En 1978, la portion Mol - Neerpelt et rouverte aux voyageurs et exploitée en traction thermique par des trains Anvers - Neerpelt. Elle reste à voie unique.
À partir de 2007, la SNCB décide de rouvrir la ligne aux voyageurs jusqu'à Hamont, près de la frontière et d’y relever la vitesse maximale. La ligne est officiellement rouverte en 2014. En 2015, la section de Herentals à Mol de la ligne 15 est électrifiée ; pour la première fois la gare de Mol est desservie par des automotrices électriques. En 2018 commencent les travaux d'électrification sur presque toute la longueur de la ligne 19 (de Mol à Hamont). Le budget des travaux était de 30,9 millions d'euros (dont 40% financés par l'Union européenne). La fin des travaux et l'inauguration officielle a lieu le 10 juin 2021. Les 33 km de ligne ont nécessité 3 sous-stations, 830 poteaux de caténaire et 200 km de câbles et fil de contact. Seule reste non électrifiée la section de ligne allant de Hamont à la frontière, parcourue par au moins un train de marchandises par semaine afin de la garder officiellement en service.

## Exploitation
La ligne voit principalement passer du trafic voyageurs et il existe encore plusieurs clients raccordés qui expédient leurs marchandises.
Entre Hamont et la frontière, elle est uniquement utilisée par quelques trains de marchandises (au moins un par semaine entre Hamont et Weert (NL) afin de maintenir officiellement cette section du Rhin d'acier « en service »).